# Forget Me Not (film, 1936)
Pour les articles homonymes, voir Forget Me Not.

Forget Me Not est un film musical britannique de Zoltan Korda, sorti en 1936 et adapté de Berceuse à l'enfant (Vergiss mein nicht), film musical allemand d'Augusto Genina, sorti l'année précédente.

## Synopsis
Alors qu’elle voyage avec son employeur à bord d’un paquebot, la secrétaire Helen Carleton tombe amoureuse d’un membre de l’équipage. Cependant, en arrivant à New York, son ex petit ami convainc Helen qu’il ne l’aime pas vraiment. Elle rencontre ensuite le chanteur d’opéra italien Enzo Curti et accepte sa proposition de mariage. Un an plus tard, elle arrive avec Enzo et son jeune fils à Londres dans le cadre d’un tour du monde et rencontre son ancien amant, qui lui propose de s’échapper avec lui.

## Fiche technique
- Réalisation : Zoltan Korda
- Scénario : Hugh Gray, Ernst Marischka, Arthur Wimperis
- Photographie : Hans Schneeberger
- Montage : Henry Cornelius
- Musique : Mischa Spoliansky, Muir Mathieson
- Production : London Film Productions[1]
- Distributeur : United Artists
- Durée : 73 minutes
- Date de sortie : 
  - Royaume-Uni : 21 décembre 1936

## Distribution
- Beniamino Gigli : Enzo Curti
- Joan Gardner : Helen Carleton
- Ivan Brandt : Hugh Anderson
- Jeanne Stuart : Olga Desmond
- Richard Gofe : Benvenuto Curti
- Hugh Wakefield : Mr. Jackson
- Charles Carson : George Arnold

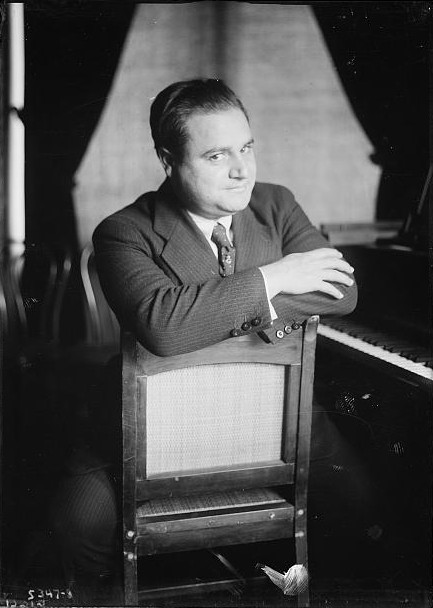
Le ténor Beniamino Gigli.

- Allan Jeayes : London theatre manager
- Hay Petrie : New York theatre manager

## Critique
Le film est considéré comme « atypique », conçu par Korda comme un « film pour femmes », pour lequel il a choisi le grand ténor italien Beniamino Gigli à cause de l'effet qu'a sa voix sur les femmes